# Materiale invertibile

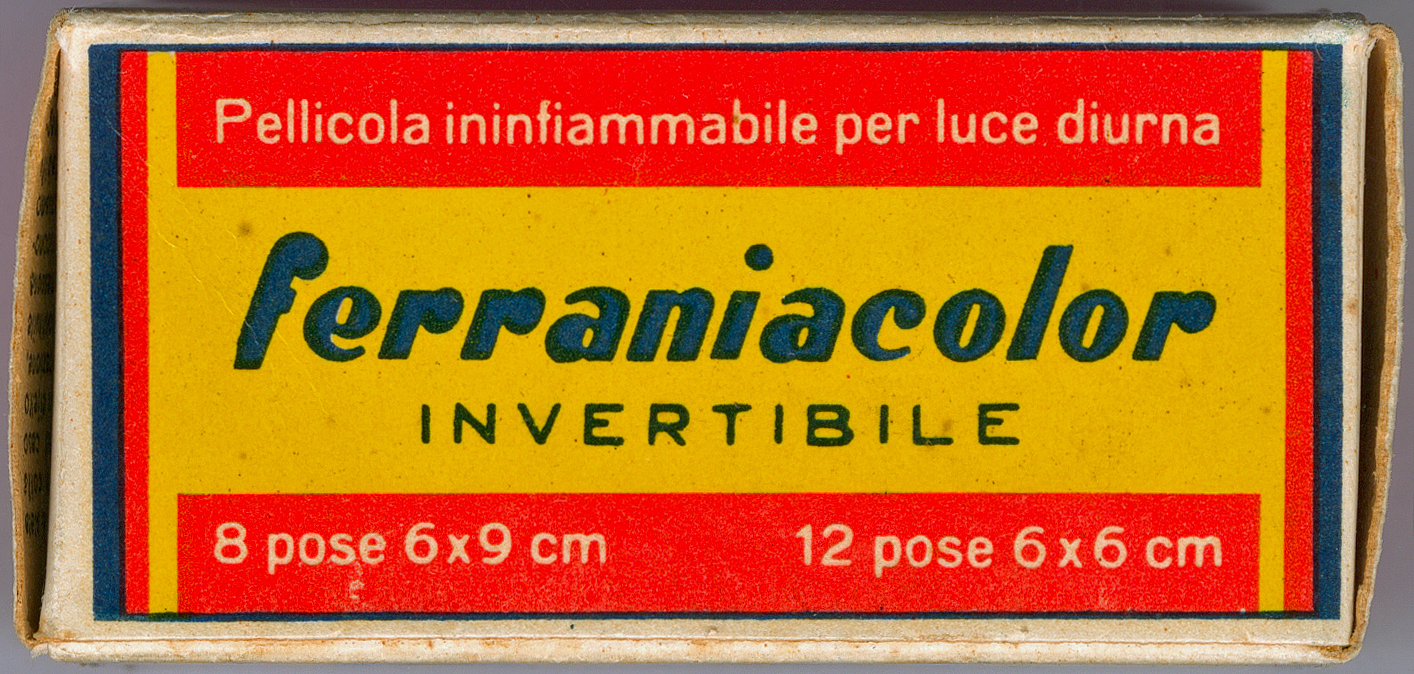
Pellicola invertibile Ferraniacolor, 1957

In fotografia e in cinematografia sono detti invertibili i materiali in grado di produrre direttamente un'immagine positiva (cioè avente le stesse tonalità caratteristiche dell'originale) in seguito a un trattamento d'inversione.

## Descrizione e funzionamento
La categoria dei materiali positivi diretti, cui appartengono quelli invertibili, comprende anche i materiali che, pur producendo direttamente un'immagine positiva, si avvalgono di trattamenti diversi da quello d'inversione (ad esempio i materiali a distruzione di coloranti, come l'Ilfochrome).
I trattamenti d'inversione (che possono variare a seconda del tipo di materiale cui si applicano), a differenza degli usuali sviluppi per negativi sono costituiti, essenzialmente, da: uno sviluppo in bianco e nero (anche nel caso di materiali a colori); un'asportazione dell'immagine negativa d'argento che si è formata con lo sviluppo; una seconda esposizione ottenuta con luce bianca, oppure per via chimica; un secondo sviluppo, in bianco e nero o a colori, secondo il materiale, che produce un'immagine positiva d'argento e, nel caso di materiali a colori, anche di coloranti; un'asportazione, nel caso di materiali a colori, dell'immagine positiva d'argento.
La maggior parte dei materiali invertibili in commercio (pellicole di piccolo formato per diapositive, pellicole di medio e grande formato per trasparenze, carte fotografiche da stampa, pellicole cinematografiche) è progettato appositamente per essere sottoposto al trattamento d'inversione. Tuttavia esistono anche materiali progettati per essere usati come negativi che possono essere sottoposti al trattamento d'inversione con ottimi risultati: ad esempio la maggior parte delle pellicole fotografiche in bianco e nero.